# Май Ель Камаш
Май Ель Камаш (нар. 10 вересня 1994) — колишня єгипетська тенісистка.
Найвищу одиночну позицію світового рейтингу — 913 місце досягла 15 липня 2013, парну — 876 місце — 7 жовтня 2013 року.
Здобула 1 парний титул туру ITF.

## Фінали ITF

### Парний розряд (1–2)
| Легенда         |
| --------------- |
| Турніри $25,000 |
| Турніри $10,000 |

| Фінали за покриттям |
| ------------------- |
| Тверде (1–2)        |
| Ґрунт (0–0)         |

| Результат | Ранг | Дата           | Турнір               | Покриття | Партнерка    | Суперниці                                    | Рахунок          |
| --------- | ---- | -------------- | -------------------- | -------- | ------------ | -------------------------------------------- | ---------------- |
| Поразка   | 1.   | 23 червня 2013 | Шарм-еш-Шейх, Єгипет | Тверде   | Мадрі Ле Ру  | Алессія Камплоне Valeria Prosper             | 4–6, 5–7         |
| Перемога  | 2.   | 30 червня 2013 | Шарм-еш-Шейх, Єгипет | Тверде   | Мадрі Ле Ру  | Julia Valetova Поліна Монова                 | 6–2, 2–6, [10–1] |
| Поразка   | 3.   | 16 червня 2014 | Шарм-еш-Шейх, Єгипет | Тверде   | Yasmin Hamza | Арабела Фернандес Рабенер Десіпна Папаміхаїл | 3–6, 3–6         |

## Участь у Кубку Федерації

### Одиночний розряд
| Розіграш                                  | Стадія | Дата           | Місце         | Супротивник     | Покриття   | Суперниця           | W/L | Рахунок       |
| ----------------------------------------- | ------ | -------------- | ------------- | --------------- | ---------- | ------------------- | --- | ------------- |
| 2011 Fed Cup Europe/Africa Zone Group III | R/R    | 5 травня 2011  | Каїр, Єгипет  | Moldova         | Ґрунт      | Alina Soltanici     | W   | 6–2, 6–1      |
| 2012 Fed Cup Europe/Africa Zone Group III | R/R    | 17 квітня 2012 | Каїр, Єгипет  | Намібія         | Ґрунт      | Lesedi Sheya Jacobs | W   | 6–1, 6–3      |
| 2012 Fed Cup Europe/Africa Zone Group III | R/R    | 18 квітня 2012 | Каїр, Єгипет  | Литва           | Ґрунт      | Ліна Станчюте       | L   | 2–6, 0–6      |
| 2012 Fed Cup Europe/Africa Zone Group III | R/R    | 19 квітня 2012 | Каїр, Єгипет  | Туніс           | Ґрунт      | Унс Джабір          | L   | 3–6, 1–6      |
| 2012 Fed Cup Europe/Africa Zone Group III | R/R    | 20 квітня 2012 | Каїр, Єгипет  | Moldova         | Ґрунт      | Julia Helbert       | W   | 6–0, 6–2      |
| 2012 Fed Cup Europe/Africa Zone Group III | P/O    | 21 квітня 2012 | Каїр, Єгипет  | Вірменія        | Ґрунт      | Ані Амірагян        | L   | 6–7(7–9), 1–6 |
| 2017 Fed Cup Europe/Africa Zone Group II  | R/R    | 19 квітня 2017 | Шяуляй, Литва | Литва           | Тверде (i) | Paulina Bakaitė     | L   | 2–6, 6–7(2–7) |
| 2017 Fed Cup Europe/Africa Zone Group II  | R/R    | 20 квітня 2017 | Шяуляй, Литва | Данія           | Тверде (i) | Еміліе Франкаті     | L   | 3–6, 2–6      |
| 2017 Fed Cup Europe/Africa Zone Group II  | P/O    | 21 квітня 2017 | Шяуляй, Литва | Південна Африка | Тверде (i) | Ілзе Хаттінг        | W   | 7–5, 1–6, 6–2 |

### Парний розряд
| Розіграш                                  | Стадія | Дата           | Місце        | Супротивник     | Покриття | Партнерка  | Суперниці                         | W/L | Рахунок          |
| ----------------------------------------- | ------ | -------------- | ------------ | --------------- | -------- | ---------- | --------------------------------- | --- | ---------------- |
| 2011 Fed Cup Europe/Africa Zone Group III | P/O    | 7 травня 2011  | Каїр, Єгипет | Південна Африка | Ґрунт    | Маяр Шеріф | Наташа Фаурауклас Мадрі Ле Ру     | L   | 5–7, 6–4, [6–10] |
| 2012 Fed Cup Europe/Africa Zone Group III | R/R    | 16 квітня 2012 | Каїр, Єгипет | Cyprus          | Ґрунт    | Mora Eshak | Maria Siopacha Andria Tsaggaridou | W   | 6–0, 6–1         |
| 2012 Fed Cup Europe/Africa Zone Group III | P/O    | 21 квітня 2012 | Каїр, Єгипет | Вірменія        | Ґрунт    | Mora Eshak | Ані Амірагян Анна Мовсісян        | W   | 6–3, 4–6, 7–5    |